# Europa Cup (mannenhandbal) 1962/63
De European Champions Cup 1962/63 was de vijfde editie van de hoogste handbalcompetitie voor clubs in Europa. Dukla Praag won voor de tweede keer de European Champions Cup.

## Deelnemers
| Eerste ronde    | Eerste ronde         | Eerste ronde       | Eerste ronde        |
| --------------- | -------------------- | ------------------ | ------------------- |
| ROC Flémalle    | IF Skovbakken        | THW Kiel           | Budapest Spartacus  |
| Fram Reykjavik  | HB Dudelange         | Operatie '55       | WAT Atzgersdorf     |
| Śląsk Wrocław   | Benfica              | Atlético de Madrid | Grasshopper         |
| Tweede ronde    |                      |                    |                     |
| SC DHfK Leipzig | Frisch Auf Göppingen | Arsenal Helsinki   | Paris UC            |
| Zagreb          | IK Fredensborg Oslo  | Steaua București   | Burevestnik Tbilisi |
| Dukla Praag     | IK Heim              |                    |                     |

## Voorronde

### Eerste ronde
| Team 1             | Score | Team 2          |
| ------------------ | ----- | --------------- |
| THW Kiel           | 19-11 | Śląsk Wrocław   |
| ROC Flémalle       | 17-11 | HB Dudelange    |
| Atlético de Madrid | 13-6  | Benfica         |
| IF Skovbakken      | 28-27 | Fram Reykjavik  |
| Operatie '55       | 7-12  | Grasshopper     |
| Budapest Spartacus | 25-14 | WAT Atzgersdorf |

### Tweede ronde
| Team 1               | Score | Team 2              |
| -------------------- | ----- | ------------------- |
| Dukla Praag          | 18-12 | THW Kiel            |
| SC DHfK Leipzig      | 25-17 | Burevestnik Tbilisi |
| Frisch Auf Göppingen | 40-14 | ROC Flémalle        |
| Paris UC             | 11-18 | Atlético de Madrid  |
| Grasshopper          | 20-27 | IK Heim             |
| IK Fredensborg Oslo  | 9-10  | IF Skovbakken       |
| Budapest Spartacus   | 15-26 | Zagreb              |
| Steaua București     | 24-11 | Budapest Spartacus  |

## Hoofdronde

### Kwartfinale
| Team 1               | Score | Team 2             |       |       |
| -------------------- | ----- | ------------------ | ----- | ----- |
|                      |       |                    |       |       |
| SC DHfK Leipzig      | 25-30 | Dukla Praag        | 14-9  | 11-21 |
| Frisch Auf Göppingen | 28-22 | Atlético de Madrid | 19-10 | 9-12  |
| IK Heim              | 33-38 | IF Skovbakken      | 19-17 | 14-21 |
| Steaua București     | 31-16 | Zagreb             | 22-8  | 9-8   |

### Halve finale
| Team 1               | Score | Team 2           |       |       |
| -------------------- | ----- | ---------------- | ----- | ----- |
| Frisch Auf Göppingen | 21-33 | Dukla Praag      | 21-33 | 14-24 |
| IF Skovbakken        | 22-28 | Steaua București | 22-28 | 10-14 |

### Finale
| Datum        | Team 1      | Score | Team 2           | Locatie           |
| ------------ | ----------- | ----- | ---------------- | ----------------- |
| 6 april 1963 | Dukla Praag | 15-13 | Steaua București | Parijs, Frankrijk |

|                       |
|                       |
| Dukla Praag 2de titel |